# Susanne Stumpenhusen
Susanne Stumpenhusen (* 1955 in Calberlah) ist eine ehemalige deutsche Gewerkschaftsfunktionärin. Sie war zuletzt die Landesbezirksleiterin des Landesbezirks Berlin-Brandenburg der Vereinten Dienstleistungsgewerkschaft (ver.di).
Stumpenhusen studierte ab 1974 Soziologie an der FU Berlin. Nach ihrem Abschluss begann sie eine sozialpädagogisch-sozialwissenschaftliche Tätigkeit im Bezirksamt Spandau von Berlin, Bereich Politische Bildung der Jugendförderung.
Vor ihrer Tätigkeit als hauptberufliche Funktionärin hatte sie zahlreiche ehrenamtliche Tätigkeiten in der ÖTV und im DGB inne. 1989 wurde sie wissenschaftliche Mitarbeiterin an der TU Berlin und arbeitete im Projekt Berufsschule als Feld gewerkschaftlicher Jugendarbeit.
Stumpenhusen absolvierte im Februar und März 1990 in Masaya (Nicaragua) einen Solidar-Arbeitseinsatz in Abstimmung mit der dortigen Gewerkschaft Öffentlicher Dienst (Frauen).
Im gleichen Jahr wurde sie Gewerkschaftssekretärin bei der ÖTV Berlin und Geschäftsführerin der Abteilung Wissenschaft und Forschung. Dann übernahm sie zusätzlich das Referat Betriebs- und Personalräte. 1994 wurde sie Geschäftsführerin für den Bereich Länder in der ÖTV Berlin und wurde 1996 in die Berliner ÖTV-Bezirksleitung gewählt. Bereits zwei Jahre später folgte Stumpenhusen Kurt Lange und wurde Vorsitzende der Gewerkschaft ÖTV Berlin.
Von Dezember 1999 an war sie Mitglied der „Gründungsorganisation ver.di“ und wurde 2001, nach der Gründung von ver.di, zur Leiterin des Landesbezirks ver.di Berlin-Brandenburg gewählt. Erst im Februar 2019 wurde sie dann von Frank Wolf abgelöst, weil sie sich nicht zur Wiederwahl stellte. Damit ist sie bislang die am längsten amtierende Gewerkschaftsführerin auf Landesebene in Deutschland.
Stumpenhusen ist ledig und Mutter eines 1994 geborenen Sohnes.

## Mitgliedschaften
- Kuratorium der TU Berlin (externes Mitglied)[5]
- Aufsichtsrat der Berlinwasser Holding AG
- Rundfunkrat des Rundfunk Berlin-Brandenburg[6]

## Schriften
- Annette Salomon-Hengst, Steffi Kirchner, Susanne Stumpenhusen, Volker-Gerd Westphal (Hrsg.): Personalmanagement in der brandenburgischen Landesverwaltung. Verlag Universität Potsdam, 2012
- Susanne Stumpenhusen, Eckart Werthebach: Gesundheitsmanagement in der Berliner Verwaltung. In: Rolf Busch und Senatsverwaltung für Inneres (Hrsg.) Freie Universität Berlin, Weiterbildungszentrum, 2000
- Susanne Stumpenhusen: Gespart‚ bis es quietscht. In: Beamten-Magazin 06/2010, S. 16